# Félix Breański
Félix Clément Breański, né le 29 novembre 1794 à Brączewo et mort le 15 janvier 1884 dans le 16e arrondissement de Paris, est un général de brigade polonais ayant pris part à l’insurrection polonaise de novembre 1830.

## Biographie
Félix Breański est le fils de Théodore et Brigitte Fabenska.
Il entre dans le 7e régiment d'infanterie du grand Duché de Varsovie.
Pendant la campagne de 1812, il est nommé officier.
Lors de la Retraite de Russie, il est fait prisonnier, puis rendu à la liberté.
Il épouse Ludwika Izabela Dunin-Wąsowicz en 1816. 
Il sert dans l'armée du Royaume du Congrès comme adjudant de Chłopicki. Devenu major, il est le chef d'état major du général Krukowiecki lors de l'insurrection de 1830, avec le titre de colonel. 
Blessé grièvement à Ostrołęka, il passe en Prusse avec Rybiński. 
Il est dès lors en exil, avec ses frères Théodore Victor et Faustin Michel; ils arrivent en France.
Il épouse Anne Julie Molière en 1838, mais ils n'auront pas de postérité.
Entre 1848 et 1849, il sert dans l'armée italienne, prend part à la Guerre de Crimée et gagne le grade de général.
Il est mort chez lui, rue du Point-du-Jour à l'âge de 89 ans.